# Maura Tierney
Maura Lynn Tierney (Boston, 3 de fevereiro de 1965) é uma atriz norte-americana. Ficou conhecida ao interpretar Lisa Miller na sitcom NewsRadio (1995–1999), e mais tarde, a personagem Abby Lockhart no seriado médico ER (de 1999 a 2009), pelo qual recebeu uma indicação ao Emmy Awards. Também atuou como Helen Solloway na série The Affair (2014–2019), que lhe rendeu um Globo de Ouro e mais uma indicação ao Emmy.
No cinema atuou em vários filmes como, Primal Fear (1996), O Mentiroso (1997) ao lado de Jim Carrey, Forces of Nature (1999), Insomnia (2002), Baby Mama (2008), Beautiful Boy (2018), The Report (2019), The Iron Claw (2023) e Twisters (2024).

## Biografia
Tierney nasceu e foi criada no bairro de Hyde Park  em Boston, Massachusetts, a mais velha de três filhos em uma família católica irlandesa-americana. Sua mãe Pat foi corretora imobiliária, enquanto seu pai Joseph M. Tierney, foi um político de Boston que serviu no Conselho Municipal de Boston por 15 anos. Após a formatura, ela frequentou a New York University, onde se formou primeiro em dança e depois em teatro.

## Vida Pessoal
Em 1992, Tierney conheceu o ator e diretor Billy Morrissette, e eles se casaram em 1º de fevereiro de 1993. Ela pediu o divórcio em 2006, alegando diferenças irreconciliáveis. Em 1º de fevereiro de 2009, Tierney celebrou o casamento de sua amiga e colega de elenco em ER, Parminder Nagra, com o fotógrafo James Stenson.
Em 2009 a atriz iniciou tratamento contra o câncer de mama. Ela passou por uma cirurgia para remoção dos seios. Na época, ela foi escalada para a série Parenthood, e gravou o piloto, mas a descoberta do câncer e o tratamento imediato a fez desistir do projeto, e ela foi substituída por Lauren Graham. Tierney conseguiu se recuperar e voltou ao trabalho em 2010.

## Filmografia

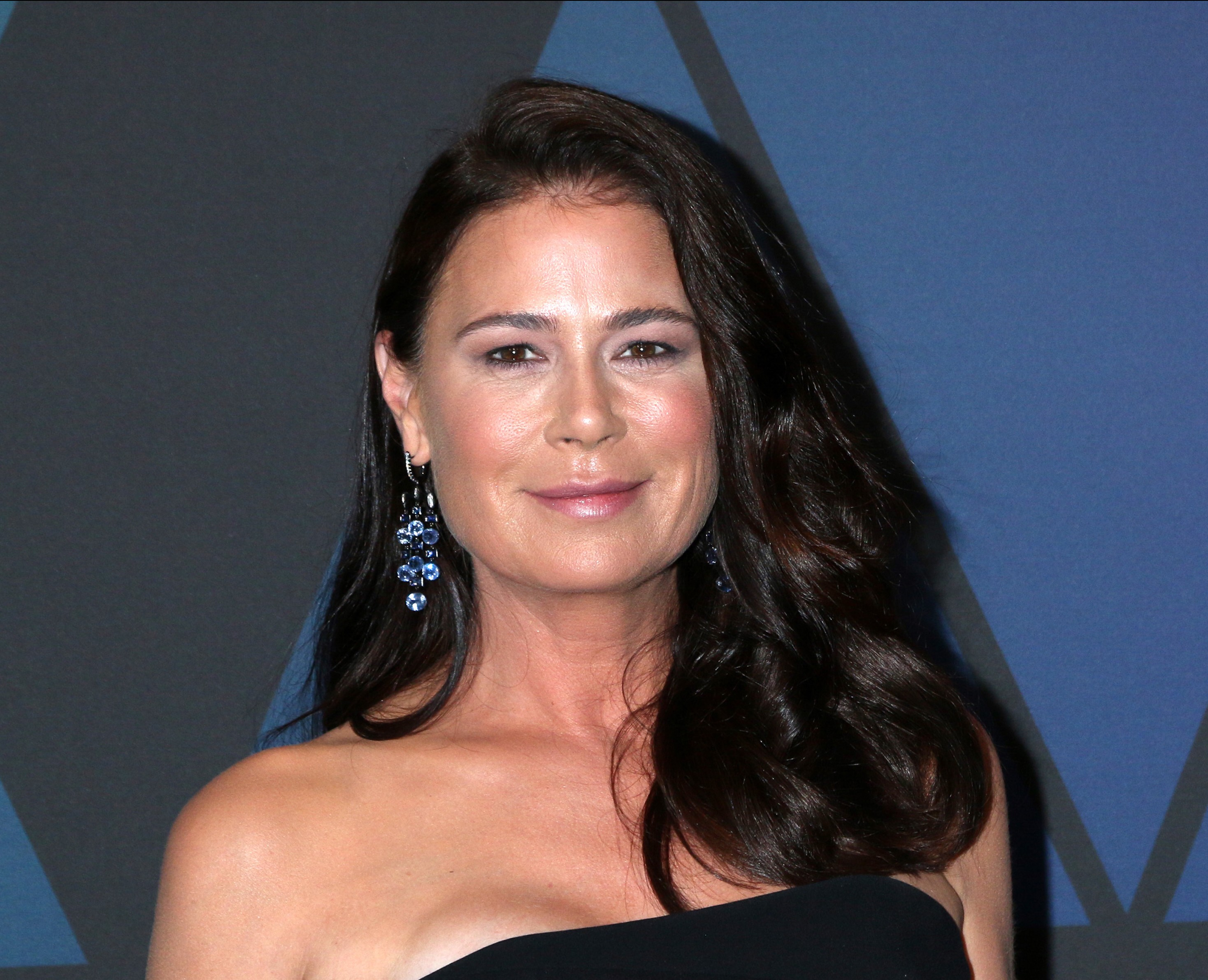
Tierney em 2018

### Filmes
| Ano  | Titulo                 | Personagem           | Notas            |
| ---- | ---------------------- | -------------------- | ---------------- |
| 1987 | Student Exchange       | Kathy Maltby         | Telefilme        |
| 1988 | Crossing the Mob       | Michelle             | Telefilme        |
| 1990 | Flying Blind           | Donna                | Telefilme        |
| 1991 | Dead Women in Lingerie | Molly Field          |                  |
| 1991 | The Linguini Incident  | Cecelia              |                  |
| 1992 | White Sands            | Noreen               |                  |
| 1992 | Fly by Night           | Denise               |                  |
| 1993 | The Temp               | Sharon Derns         |                  |
| 1994 | Out of Darkness        | Meg                  | Telefilme        |
| 1995 | Mercy                  | Simonet              |                  |
| 1996 | Primal Fear            | Naomi Chance         |                  |
| 1997 | Liar Liar              | Audrey Reede         |                  |
| 1998 | Primary Colors         | Daisy Green          |                  |
| 1998 | The Thin Pink Line     | Suzanne              |                  |
| 1999 | Forces of Nature       | Bridget Cahill       |                  |
| 1999 | Oxygen                 | Det. Madeline Foster |                  |
| 1999 | Instinct               | Lynn Powell          |                  |
| 2000 | Mexico City            | Pam no Telefone      | Voz              |
| 2001 | Scotland, PA           | Pat McBeth           | Também produtora |
| 2002 | Insomnia               | Rachel Clement       |                  |
| 2003 | Melvin Goes to Dinner  | Leslie               |                  |
| 2004 | Welcome to Mooseport   | Sally Mannis         |                  |
| 2006 | Diggers                | Gina                 |                  |
| 2007 | The Go-Getter          | Hal's Pets           |                  |
| 2008 | Semi-Pro               | Lynn                 |                  |
| 2008 | Baby Mama              | Caroline             |                  |
| 2008 | Finding Amanda         | Lorraine Mendon      |                  |
| 2012 | Nature Calls           | Janine               |                  |
| 2017 | Anything               | Laurette Sachman     |                  |
| 2018 | Beautiful Boy          | Karen                |                  |
| 2019 | The Report             | Bernadette           |                  |
| 2023 | The Iron Claw          | Doris Von Erich      | [ 18 ] [ 19 ]    |
| 2024 | Twisters               | Cathy Carter         |                  |

### Televisão
| Ano        | Titulo            | Personagem              | Notas                             |
| ---------- | ----------------- | ----------------------- | --------------------------------- |
| 1988       | The Van Dyke Show | Jillian Ryan            | 10 episódios                      |
| 1989       | Family Ties       | Darlene                 | Episódio: "My Best Friend's Girl" |
| 1990       | Booker            | Donna Cofax             | Episódio: "Reunion"               |
| 1991       | Law & Order       | Patricia 'Patti' Blaine | Episódio: "Aria"                  |
| 1994       | 704 Hauser        | Cherlyn Markowitz       | Minisérie                         |
| 1995–1999  | NewsRadio         | Lisa Miller             | 97 episódios                      |
| 1999–2009  | ER                | Dr. Abby Lockhart       | 189 episódios                     |
| 2000       | Sammy             | Kathy Kelly             | Voz; 9 episódios                  |
| 2000       | King of the Hill  | Tanya                   | Voz; Episode: "Movin' On Up"      |
| 2009–2011  | Rescue Me         | Kelly McPhee            | 9 episódios                       |
| 2009       | Parenthood        | Sarah Braverman         | Piloto não transmitido            |
| 2010–2011  | The Whole Truth   | Kathryn Peale           | 13 episódios                      |
| 2011       | The Office        | Susan California        | Episódio: "Mrs. California"       |
| 2012–2013  | The Good Wife     | Maddie Hayward          | 7 episódios                       |
| 2012       | Ruth & Erica      | Erica                   | 10 episódios                      |
| 2014–2019  | The Affair        | Helen Solloway          | 53 episódios                      |
| 2018       | Electric Dreams   | Irene Lee               | Episódio: "Safe & Sound"          |
| 2021       | Your Honor        | Fiona McKee             | 4 episódios                       |
| 2021–2024  | American Rust     | Grace Poe               | 19 episódios                      |
| 2024-atual | Law & Order       | Jessica Brady           | Papel recorrente                  |